# Annika Lindström
Annika Lindström, född 20 mars 1956 är en svensk före detta friidrottare (medeldistanslöpning). Hon tävlade för Härlövs IF.